# Paspalum nudatum
Paspalum nudatum är en gräsart som beskrevs av Luces. Paspalum nudatum ingår i släktet tvillinghirser, och familjen gräs. Inga underarter finns listade i Catalogue of Life.